# Gramática del japonés

Gramática japonesa (日本語文法 nihongo bunpou) en japonés.

El japonés es una lengua de estructura aglutinante que combina diversos elementos lingüísticos en palabras simples. Cada uno de estos elementos tiene una significación fija y apta para existir separadamente. Tipológicamente, su característica más destacada es la creación de temas: el Japonés tiene temas destacados (aunque es posible que los temas y los sujetos sean distintos). Gramaticalmente, las oraciones japonesas se ordenan en SOV (Sujeto, Objeto y Verbo), con verbos siempre colocados al final de la frase, excepto en algunos casos retóricos y usos en lenguaje poético. El orden modificador-núcleo es mantenido entre todos los componentes: el modificador o cláusula relativa precede al sustantivo modificado, el adverbio precede al verbo modificado, el genitivo nominal precede al nominal posesivo, y así sucesivamente. De este modo, el japonés posee una raíz fuerte; para contrastar por ejemplo, las lenguas romances como el Idioma español están fuertemente enraizadas, y las Lenguas germánicas como el inglés están débilmente enraizadas.

## Clasificaciones Textuales
La palabra (文法 bunpō) está compuesta de dos caracteres (文 bun), que está compuesto en torno de la frase (文節 bunsetsu), que tienen pequeños componentes coherentes. Al igual que el Chino y el Coreano clásico, la escritura japonesa no se escribe dejando espacios entre palabras, su naturaleza es aglutinante, además tienen un concepto muy diferente de las palabras en español. Las divisiones de palabras están formadas por raíces semánticas y un conocimiento de la estructura de la frase. La frase tiene un único significado, seguido de una cuerda de sufijos, verbos auxiliares y partículas que modifican su significado y designan su papel gramatical. En el siguiente ejemplo, bunsetsu está indicado por la excepción vertical:

太陽が｜東の｜空に｜昇る。
taiyō ga | higashi no | sora ni | noboru
Sol SUJETO | Este POSESIVO | cielo LOCATIVO | salirVERBO
El Sol sale en el cielo del Este.

Algunos estudiantes de oraciones en japonés romanizado insertan espacios sólo al final de la palabra (i.e., "taiyō-ga higashi-no sora-ni noboru"), en efecto, tratan una frase entera como un equivalente de las palabras españolas. Hay una buena razón para esto: fonéticamente, las partículas posposicionales son parte de esas palabras siguientes, y dentro de una frase, el acento puede caer más de una vez. Tradicionalmente, otro concepto básico de la palabra (単語 tango) forma los átomos de la oración. Las palabras, diferente a las frases, no necesitan tener significado intrínseco, por lo tanto admiten partículas y verbos auxiliares. Debe destacarse que algunos verbos auxiliares clásicos como -ta (pueden estar desarrollados como una contracción de -te ari) son gramaticalizados como conjugaciones o verbos finales en japonés moderno, no en palabras individuales.

私｜は｜毎日｜学校｜へ｜歩いて｜行く。
watashi | wa | mainichi | gakkō | e | aruite | iku
primera persona| TEMA | todos los días | escuela | HACIA | caminar-CONTINUATIVA | ir
Todos los días voy caminando a la escuela.

En japonés los sujetos no se enfatizan. Normalmente están formados en introducciones de tema o en situaciones donde una fuerza ambigua es resultante de su emisión. Así, la siguiente oración tiene más que una traducción posible
日本に行きました。
nihon ni ikimashita
Japón LOCATIVO ir-FORMAL-PERFECTO
Traducido literalmente es "Fue a Japón", pero el significado depende del contexto: si el tema está en primera persona, entonces sería "Yo fui a Japón"; y en segunda persona, "Tú fuiste a Japón"; en tercera persona, "Él/Ella fue a Japón", y así sucesivamente. El análogo más cercano en japonés de la estructura sujeto-predicado de las lenguas occidentales es la llamada construcción del tema. Considerar la siguiente pareja de oraciones:
太陽が昇る。
taiyō ga noboru
Sol SUJETO salir

太陽は昇る。
taiyō wa noboru
Sol TEMA salir
Ambas oraciones dicen "el Sol sale", pero el Sol (太陽 taiyō) en la primera oración es el sujeto, y en la segunda el tema. La diferencia se halla en el asunto del contexto y foco. Como un sujeto —indicado por la partícula が (ga)—, la oración es una observación específica a “el Sol sale”. Por ejemplo, alguien dice la siguiente frase (sorprendente):
今夜は、太陽が昇る。
kon'ya wa, taiyō ga noboru
esta noche TEMA Sol SUJETO salir
El Sol sale esta noche.
Cuando el Sol es el tema —se usa la partícula は (wa)—, la frase va menos enfocada al Sol, y es una declaración general del hecho. Es a menudo una descripción de un estado o una sentencia, que tiene una observación particular.

## Clasificación de Palabras
La estructura de los artículos reflejarán la siguiente clasificación de palabras. Compuestas de dos categorías amplias: Palabras Independientes (自立語 jiritsugo) tomando un significado interno, y palabras auxiliares (付属語 fuzokugo) que tienen modificadores del significado.

Las palabras independientes se dividen en una conjugable (形容詞 keiyōshi), y en adjetivos de tipo -Na (形容動詞 keiyōdōshi), y en No Conjugables (非活用語 hikatsuyōgo o 無活用語 mukatsuyōgo) que contienen clases de sustantivos. (名詞 meishi), pronombres (代名詞 daimeishi), adverbios (副詞 fukushi), conjunciones (接続詞 setsuzokushi), interjecciones (感動詞 kandōshi) y prenominales (連体詞 rentaishi).

Las palabras auxiliares también se dividen en clases de No Conjugables, contienen partículas gramaticales (助詞 joshi) y Palabras Contables (助数詞 josūshi), y una clase constante conjugable de verbos auxiliares (助動詞 jodōshi). No hay un amplio acuerdo entre los lingüistas en cuanto a la traducción al inglés de los términos anteriores.

## Sustantivos
(Ver también: Honoríficos japoneses.)
| Significado | Simple      | Formal                        |
| ----------- | ----------- | ----------------------------- |
| Arroz       | 飯 meshi    | ご飯 go-han                   |
| Dinero      | 金 kane     | お金 o-kane                   |
| Cuerpo      | 体 karada   | お体 o-karada 御身 onmi       |
| Palabra (s) | 言葉 kotoba | お言葉 o-kotoba 詔 mikotonori |

Según su origen etimológico, los sustantivos japoneses se pueden dividir en tres grupos, que también determina el alfabeto con el que se escribe la palabra:
1. 和語　(Wago) : es de origen japonés. Se escriben con un solo kanji o en hiragana
2. 漢語　(Kango): es de origen chino. Se escriben únicamente con ideogramas kanji
3. 外来語　(Gairaigo): Palabras de origen extranjero . Se escriben en katakana

El japonés no tiene ni género gramatical, ni número ni artículos (aunque el demostrativo その, sono,"eso, esos" es traducido a menudo como "el"). De este modo, los especialistas están de acuerdo en que los sustantivos japoneses no son inflexibles: 猫 neko puede ser traducido como "gato", "gatos", "un gato", "el gato", "unos gatos" y así sucesivamente, dependiendo del contexto. 
Los sustantivos adoptan prefijos respetuosos (que no han sido considerados como inflexiones): o- para sustantivos nativos, y go- para sustantivos sino-japoneses. Algunos ejemplos se indican en la siguiente tabla. En algunos casos, hay supletismo, como con el primero de los ejemplos dados más adelante, "arroz".(Nótese que mientras estos prefijos están casi siempre en Hiragana — es decir, como お o- ó ご  go — el kanji 御 es usado para ambos prefijos o y go en la escritura formal

### Pronombres (Daimeshi)
| persona | simple, informal                                                  | formal                                       | respetuoso                                   |
| ------- | ----------------------------------------------------------------- | -------------------------------------------- | -------------------------------------------- |
| primera | 僕 (boku, masculino) あたし (atashi, femenino) 俺(ore, masculino) | 私 (watashi)                                 | 私 (watakushi)                               |
| segunda | 君 (kimi) お前 (omae)                                             | 貴方 (anata) そちら (sochira)                | 貴方様 (anata-sama)                          |
| tercera | 彼 (kare, masculino) 彼女 (kanojo, femenino)                      | 彼 (kare, masculino) 彼女 (kanojo, femenino) | 彼 (kare, masculino) 彼女 (kanojo, femenino) |

Aunque muchas gramáticas y libros de texto mencionan los pronombres (代名詞 daimeishi), El japonés carece de pronombres verdaderos. (Los daimeishi pueden ser considerados un subconjunto del sustantivo.) hablando rigurosamente, los pronombres no tienen modificadores, pero los daimeishi japoneses sí lo hacen: 背の高い彼 se no takai kare (lit. él el alto) es válido en japonés. También, es diferente el pronombre real, los daimeishi japoneses no son de clase cerrada: se introducen nuevos daimeishi y dejan de usarse los viejos de un modo relativamente rápido.
Un gran número de daimeishi referentes a persona son traducidos como pronombres en sus usos más comunes. Ejemplos: 彼 (kare, Él); 彼女 (kanojo, Ella); 私 (watashi, Yo); ver la tabla contigua. Algunos de estos "sustantivos personales" tal como 己 (onore, Yo (excesivamente humilde)) o 僕 (boku, Yo (joven masculino)) también se usa la segunda persona: おのれ (onore) en segunda persona es un muy maleducado "tú", y 僕 en segunda persona es un diminuto "tú" usado por chicos jóvenes. Esto hace una fuerte distinción entre el daimeishi y los pronombres que conocemos, que no pueden cambiar su persona. 彼 y 彼女 también significa "Novio" y "Novia" respectivamente, y este uso de las palabras es posiblemente más común que el uso con pronombres.
Del mismo modo que ocurre con cualquier otro sujeto en la oración, el japonés no enfatiza el uso de los daimeishi, que se utilizan raramente. Esto ocurre porque la oración japonesa no siempre requiere de temas explícitos, y en parte, porque los sustantivos o títulos son a menudo usados donde el pronombre debe aparecer en una traducción:

「木下さんは、背が高いですね。」
Kinoshita-san wa, se ga takai desu ne.
(dirigiéndose al Sr. Kinoshita) "Eres bastante alto, no es cierto?"

「専務、明日福岡市西区の山本商事の社長に会っていただけますか？」
Semmu, asu Fukuoka-shi nishi-ku no Yamamoto-shōji no shachō ni atte itadakemasuka?
(dirigiéndose al director) "¿Sería posible que te reúnas con el presidente de Yamamoto Trading Co. de West Ward de Fukuoka mañana?"
Mientras ahí no existe diferencia léxica entre sustantivos y daimeishi, las referencias posibles del daimeishi pueden estar limitadas dependiendo del orden de los acontecimientos. La siguiente pareja de ejemplos (realizado por Bart Mathias) ilustran una limitación tal cual.
ホンダ君にあって、彼の本を返した。
honda-kun ni atte, kare no hon o kaeshita
(Yo) me encuentro con Honda le devuelvo su libro. ("Su" aquí puede referirse a Honda.)

彼に会って、ホンダ君の本を返した。
kare ni atte, honda-kun no hon o kaeshita
(Yo) me encuentro con él y devuelvo el libro de Honda. (Aquí, "él" no puede referirse a Honda.)

### Pronombres Reflexivos
El español tiene una forma reflexiva de cada pronombre personal (él mismo, ella misma, solo, ellos mismos, etc.); El japonés, en contraste, tiene un daimeishi reflexivo principal, 自分 (jibun), que puede significar  "yo". El uso de los pronombres reflexivos en las dos lenguas son muy diferentes, como lo demuestran las siguientes traducciones literales (*=imposible, ??=ambiguo):
| Español                                               | Japonés | Motivo |
| ----------------------------------------------------- | --- | --- |
| La historia se repite sola.                           | * 歴史は自分を繰り返す。 *Rekishi wa jibun o kurikaesu. | El referente de jibun debe ser un ser animado.                                                                  |
| ?? Hiroshi (m.) le habló a Kenji (m.) sobre sí mismo. | ひろしは健司に自分のことを話した。 Hiroshi wa Kenji ni jibun no koto o hanashita. Hiroshi habla a Kenji sobre sí mismo (=Hiroshi) | Esto no es ambigüedad en la traducción como se explica debajo, sino en el referente: "¿de Kenji o de Hiroshi?". |
| * Makoto (m.) espera que Shizuko (f.) cuide de sí.    | ?? 誠は静子が自分を大事にすることを期待している。 ?? Makoto wa Shizuko ga jibun o daiji ni suru koto o kitai shite iru. O bien "Makoto (m.) espera que Shizuko (f.) cuide de él mismo", o bien "Makoto espera que Shizuko cuide de ella misma." | Jibun puede estar en una oración diferente o una frase (cláusula) dependiente, pero su refernte es ambiguo.     |

El asterisco (*)indica que la traducción es imposible.
Si la oración tiene más de un sujeto gramatical o semántico, entonces el referente de jibun es el sujeto del evento primario o el más prominente. Así, en la siguiente oración, jibun se refiere inequívocamente a Shizuko (aunque Makoto sea el "sujeto gramatical") porque el evento primario es la lectura de Shizuko.
誠は静子に自分の家で本を読ませた。
Makoto wa Shizuko ni jibun no uchi de hon o yomaseta.
Makoto hizo que Shizuko leyera (un) libro (s) en su casa (de ella).
En la práctica la acción principal no siempre es discernible, en cuyo caso tales oraciones son ambiguas. El uso de jibun en oraciones complejas está sujeta a reglas no triviales.
También hay equivalentes a jibun como mizukara. Otros usos del pronombre reflexivo en español pueden suplirse mediante adverbios como hitori-de-ni que se usa en el sentido de "por sí mismo (a)". Por ejemplo: 
機械がひとりでに動き出した
kikai ga hitorideni ugokidashita
La máquina comenzó a funcionar por sí misma.
Los pronombres reflexivos no se usan para cambiar la valencia de un verbo como en muchos idiomas europeos diferentes del inglés. En cambio, se emplean verbos intransitivos y verbos transitivos separados (pero relacionados).

### Demostrativos
|        | ko-                      | so-               | a-                           | do-                       |
| ------ | ------------------------ | ----------------- | ---------------------------- | ------------------------- |
| -re    | kore Este                | sore Ese          | are aquel, allá              | dore ¿Cuál?               |
| -no    | kono (de) esto           | sono (de) eso     | ano (de) aquello             | dono (de) ¿Cómo?          |
| -nna   | konna de esta forma, así | sonna así         | anna como aquello            | donna ¿Qué clase de?      |
| -ko    | koko aquí                | soko ahí          | asoko * allí                 | doko ¿Dónde?              |
| -chira | kochira Este lugar       | sochira ese lugar | achira aquel lugar           | dochira ¿Cuáles?          |
| -u **  | kō de esta manera        | sō de esa manera  | ā * de aquella (otra) manera | dō ¿Cómo? ¿de qué manera? |

* formación irregular
** -ou es representada con -ō

Los demostrativos pueden empezar por ko-, so-, y a-. El ko- (aproximación) hace referencia a cosas más cercanas al hablante que al oyente, el so- (medio) hace referencia a cosas cercanas al oyente, y a- (distancia) hace referencias a cosas que están distantes de ambos. Con do-, los demostrativos se convierten en interrogativos. Los demostrativos pueden ser usados también para referirse a alguien, por ejemplo
「こちらは林さんです。」
Kore wa Hayashi-san desu.
"Este es el señor Hayashi."
Los demostrativos limitan y, por tanto, preceden a los sustantivos; así como con この 本 kono hon para " este /mi libro", y その 本 hon sono para "ese /tu libro".
Cuando los demostrativos son usados para referirse a cosas no visibles al hablante u oyente, o a conceptos (abstractos), cumplen una función 
anafórica relacionada pero diferente. Los distales anafóricos se utilizan para la información compartida entre
el hablante y el oyente.
A：先日、札幌に行って来ました。
A: Senjitsu, Sapporo ni itte kimashita.
A: Visité Saporo recientemente.
B：あそこ(*そこ)はいつ行ってもいい所ですね。
B: Asoko (*Soko) wa itsu itte mo ii tokoro desu ne.
B: Sí, ese es un gran lugar para visitar cada vez que vayas.
Soko en lugar de asoko implica que B no comparte este conocimiento sobre Sapporo, que es inconsistente con el significado de la frase. Los mesiales anafóricos se utilizan para referirse a la experiencia o el conocimiento que no se comparte entre el hablante y el oyente.
佐藤：田中という人が昨日死んだんだって。
Satō : Tanaka to iu hito ga kinō shinda n da tte... 
Sato: Oí que un hombre llamado Tanaka murió ayer...
森：えぇ？本当?
Mori: Ee？hontō?
Mori: ¿Qué? ¿En serio?
佐藤：だから、その(*あの)人、森さんの昔の隣人じゃなかったっけ？
Satō : Dakara, sono (*ano) hito, Mori-san no mukashi no rinjin ja nakatta 'kke?
Sato: Es por eso que le pregunté... no era él un viejo vecino suyo?
De nuevo, ano es inapropiado aquí porque Sato no conoce (conocía) a Tanaka personalmente. Los demostrativos proximales no tienen usos anafóricos claros. Pueden usarse en situaciones donde los conjuntos distales suenan muy desconectados:
一体何ですか、これ(*あれ)は?
Ittai nan desu ka, kore (*are) wa?
¿Qué rayos es esto?

## Palabras Auxiliares

### Partículas
Las partículas en japonés son posposicionales, que inmediatamente siguen el componente modificado. Una lista completa de las partículas está más allá del alcance de este artículo, de modo que sólo unas pocas partículas prominentes se enumeran aquí.
Tenga en cuenta que la ortografía y la pronunciación difieren en las partículas Wa (は) , e (へ) y o (を): Este artículo sigue el estilo Hepburn de romanización de acuerdo a la pronunciación en vez de ortografía

#### Tema y Sujeto: は (wa) y が (ga)
La compleja distinción entre las llamadas partículas tema (はWa) y sujeto (がga) ha sido el objeto de muchas controversias [cita requerida] y estudios. Dos de los grandes estudios de carácter académico o de la lingüística japonesa en inglés, (Shibatani 1990) y (Kuno 1973), aclaran la distinción. Para simplificar las cosas, los referentes de wa y ga son llamados tema y sujeto, respectivamente, en el entendimiento de que, si bien no está presente, el sujeto gramatical y tema pueden coincidir.

#### Partículas de Caso に (ni) , へ (e), と　(to) , etc...
Estas partículas se denominan de "caso" porque en posposición indican el "caso" o función específica del sustantivo o cláusula a la que puntualizan según el contenido de la misma, por ejemplo, la partícula に (ni), puede funcionar como indicador de objeto indirecto, de agente, de modo e inclusive de dirección; estos ejemplos se ilustran a continuación:
Objeto Indirecto: 先生に本をあげました。
Le di el libro a la profesora
Agente: 先生に褒められました。 
Fui elogiado por la profesora (la profesora me elogió)
De modo: 直接に先生に話しました。 
Hablé con la profesora personalmente (de modo personal)
Dirección: 東京に行きます。 
Ir a Tokio

## Orden de la oración
Esta sección es original de la versión en español y no está traducida del inglés.

### TSV (tema, sujeto, verbo)
El japonés, en su estructura más elemental, no solamente sigue el orden SOV (sujeto, objeto, verbo) sino que además cuenta con una construcción básica que es totalmente ajena al español: TSV (tema, sujeto, verbo). El tema está marcado por la partícula は (wa) y el sujeto por が (ga). Por ejemplo:
私はパンが好きです
watashi wa pan ga suki desu
A mí me gusta el pan
El verbo de la oración es です (ser), (だ informalmente hablando) e iguala las palabras パン "pan", 好き "gusto". Traduciendo de forma literal: "en cuanto a mí: el pan es un gusto", es decir: "me gusta el pan".
Es frecuente oír frases de este tipo con las partículas は y が omitidas de manera que se reconoce la función de cada palabra por el orden y, sobre todo, por la entonación:

俺、パン好き（だ）informal
Ore, pan suki (da)
A mí me gusta el pan

Aunque el ejemplo anterior es fácil de entender para un hispanohablante (el sujeto de gustar en español es el objeto gustado, al fin y al cabo), el uso abarca expresiones más complicadas como:
僕はケーキがいい
boku wa keeki ga ii

Quiero tarta (lit. en cuanto a mí, la tarta bien)
(y según el contexto, "no quiero tarta")
Imitar este tipo de oración en español implica hablar con frases como "yo, tarta". Estas suenan algo pobres en nuestro idioma y tienen por tanto un uso limitado. En japonés, sin embargo, estas frases son perfectamente gramaticales y, contando con que las partículas no sean elípticas, no empobrecen el discurso.

### Adjetivos y aposiciones
Los adjetivos de cualquier clase (tipo i o tipo na) preceden al sustantivo que modifican. Igualmente las aposiciones preceden al sustantivo y se enlazan a éste con no (の). Por ejemplo:
Oishii keeki wo tabeta おいしいケーキを食べた
'Comí una tarta rica'
kireina e きれいな絵
'Pintura bonita'
Aka no hito 赤の人
'El hombre de rojo'
El orden puede cambiarse sólo para dar énfasis al adjetivo. La entonación de la frase permite distinguir el sujeto del predicado en el lenguaje oral y, en el escrito, las partículas. Los siguientes ejemplos muestran el uso de la inversión para expresar sorpresa u otras emociones:
oishii, kono keeki! おいしい、このケーキ！
'¡Qué tarta más rica!'
kurai na, ano hito! 暗いな、あの人。
'¡Qué hombre tan seco!'
Sin embargo en este uso los adjetivos actúan como predicado de la oración demostrativa y, es por tanto, algo distinto del caso normal, en el que modifican un sustantivo en una oración que contiene un predicado distinto del adjetivo.

### Oraciones subordinadas
El japonés no cuenta con pronombres relativos (que, cual, cuyo...) con los que enlazar una oración subordinadas al sustantivo que complementa. Es el orden de las palabras lo que forma el enlace: cuando a continuación de un verbo viene un sustantivo, la 1ª frase complementa el significado de éste. Por ejemplo:
watashi wa ookiku naru inu ga kaitai 私は大きくなる犬が飼いたい
Quiero criar un perro que se haga grande
La subordinada es ookiku naru y el sustantivo modificado inu. El sujeto de la subordinada hay que deducirlo del contexto en la mayoría de los casos, aunque las partículas の (no) y　が (ga) pueden usarse para marcarlo cuando sea conveniente. Si la frase anterior terminase antes de inu (watashi wa ookiku naru) el significado sería "yo voy a crecer". Esto desvela una notable característica del japonés: hasta que no acaba la frase el significado puede variar impredeciblemente. Esto es también obvio en las oraciones simples pues la negación (nai ない) viene al final de la frase.
La ausencia de pronombres demostrativos acarrea también que los modificadores de estos no aparezcan en la frase japonesa. Por ejemplo, las siguientes frases españolas
La chica con la que fui al cine
El puente por el que paso para ir al trabajo
La carta de la que te hablé
pierden la parte en negrita al pasarlas a japonés:
Issho ni eigakan ni itta onna no hito 一緒に映画館に行った女の人
Kaisha ni iku noni wataru hashi　会社に行くのに渡る橋
Kono aida hanashi wo shita tegami　この間話をした手紙
Cuando la pérdida de estas palabras vuelven la oración incomprensible aparecen otras que recuperan el significado perdido. En el ejemplo anterior issho ni (一緒に juntos) implica que el hablante también fue al cine y por ende que fue con la chica. En la oración en español "juntos" no es necesario porque "con la que" ya aporta la misma información.

### Múltiples adjetivos y subordinadas
Cuando un adjetivo es modificado por más de una subordinada o adjetivo se dan dos casos: 
1. los modificadores intermedios se escriben en la forma te (nexo) y el final en la forma ordinaria
2. todos los modificadores se escriben de ordinario

Dependiendo del significado, no siempre es posible escribir la oración de las dos maneras. El orden de los modificadores es también importante para evitar que haya confusión entre las subordinadas y la principal pues es fácil caer en expresiones ambiguas (sobre todo para el hablante extranjero).
Ejemplo con la forma te:
Hirokute kirei na ie 広くてきれいな家
Casa amplia y bonita
Kirei de hiroi ie きれいで広い家
Casa bonita y amplia
Ejemplo con la forma ordinaria:
Kono aida mitsuketa shiroi kami この間見つけた白い紙
El papel blanco que encontré (el otro día)
Como se ve en el primer ejemplo, el orden de los adjetivos en principio no altera el significado de la frase. El ejemplo de la forma ordinaria puede enlazarse con te si se cambia el orden (en el lenguaje hablado suele haber una pausa después del shirokute que indica que comienza otra frase):
Shirokute, kono aida mituketa kami 白くてこの間見つけた紙
El papel blanco que encontré (el otro día)

### Verbosdecir, creer, pensar
Los verbos que relatan ideas como decir (言う iu), creer (思う omou) y pensar (考える kangaeru) finalizan la oración. Lo relatado precede a estos verbos y se cierra con to (と).
Kuru to itte ita 来ると言っていた
Dijo que vendría
Ikanai to omou 行かないと思う
No creo que vaya
Ashita wa ikou to omotteru 明日は行こうと思ってる
Estoy pensando en ir mañana
思ってる (Omotteru) es una reducción de 思っている (Omotte iru).

## La persona en la gramática japonesa
Este tema es bastante controvertido, sin embargo en japonés se presume que si no se nombra un deíctico específico o una persona particular, el sujeto es la primera persona「私」. Este sujeto, por costumbres propias del idioma y la cultura de Japón, se omite. Esta omisión del sujeto es un aspecto superficialmente similar al español.
Cuando se requiere cambiar el sujeto de la Oración, se utiliza la partícula が (ga) detrás del nuevo sujeto. No es necesario volver a nombrar el sujeto, pues ya se tiene como entendido. 